# Физически институт (БАН)
Физическият институт е исторически научноизследователски институт в рамките на Българската академия на науките и е първият в областта на физическите науки в страната.

## История
Създаден е през 1946 година. По онова време единствените физици, членове на академията са акад. Георги Наджаков и чл.-кор. Александър Христов. Първият е нещатен ръководител, а вторият нещатен сътрудник на института. На 1 юни 1946 година за асистент във Физическия институт е назначен д-р Разум Андрейчин. Отначало новият институт не разполага със собствени помещения и апаратура. Д-р Разум Андрейчин продължава да работи в лабораториите на Катедрата по опитна физика при Физико-математическия факултет на Софийския университет на улица Московска. През март 1947 година Физическият институт при БАН получава първото си помещение – кръглата стая на таванския етаж под североизточната кула на сградата на БАН до Народното събрание. През юли 1947 г. д-р Разум Андрейчин е назначен за уредник на института, а на негово място като асистент е прехвърлен от Физико-математическия факултет на Софийския университет Виктор Врански. През 1948 година Виктор Врански става доцент в Пловдивския медицински факултет и на мястото му от Физико-математическия факултет на Софийския университет е прехвърлен Милко Борисов. През 1949 г. от факултета е прехвърлен във Физическия институт и назначен за втори асистент и Никифор Кашукеев.

В първата секция по обща физика работата започва с апаратура, пренесена от Катедрата по опитна физика на Физико-математическия факултет. В северното крило на тавана на сградата на БАН са преустроени първите лабораторни помещения за нуждите на Физическия институт. Там се извършват изследванията върху фотоелектричните явления в диелектрици и широкозонни полупроводници, а по-късно и в други области на физиката на твърдото тяло.
С Разпореждане № 362 то 16.10.1972 г. на МС, считано от 1 януари 1973 г., съществуващият Физически институт с Атомна научно-експериментална база при Българската академия на науките е разделен на Институт по физика на твърдото тяло и Институт по ядрени изследвания и ядрена енергетика.